# Чурилы
Чури́лы (бел. Чурылы) — деревня в составе Негорельского сельсовета Дзержинского района Минской области.  Расположена в 10 километрах на юго-запад от Дзержинска, в 1 километре от железнодорожной станции Негорелое на линии Минск—Барановичи и в 46 километрах от Минска. Деревня расположена на высоте около 180 метров над уровнем моря, Чурилы расположены на левом берегу реки Перетуть (приток Усы).

## Название
Название Чурилы (и схожие с ним Чури́лово, Чури́ловичи) образовано от фамилий, производных от основы нелюдим, брезгливый.

## История
Известна с конца XVIII века, как деревня в Минском повете ВКЛ, владение Радзивиллов. В 1800 году здесь 5 дворов, 26 жителей, в то время деревня принадлежала Доминику Радзивиллу.
В середине XIX века, после конфискации владений Радзивиллов, деревня принадлежала помещику И.Абламовичу, входила в состав имения Негорелое. В 1870 году — 26 ревизионных крестьян, относились к Клочковской сельской громаде.
Во второй половине XIX — начале XX века, Чурилы — деревня в составе Койдановской волости Минского уезда. В 1897 году, по результатам первой всероссийской переписи тут проживали 102 жителя, насчитывалось 17 дворов. Тогда в Чурилах находился хлебозаготовительный магазин. В 1917 году в Чурилах — 17 дворов, 153 жителя. С 20 августа 1924 года в составе Негорельского с/с (в 1932—1936 годах — национальном польском с/с) Койдановского (затем Дзержинского) района Минского округа. С 1937 по 1939 год в составе Минского района, после — вновь в Дзержинском районе Минской области. С 9 марта 1918 года в составе провозглашённой Белорусской Народной Республики, однако фактически находилась под контролем германской военной администрации. С 1 января 1919 года в составе Советской Социалистической Республики Белоруссия, а с 27 февраля того же года в составе Литовско-Белорусской ССР, летом 1919 года деревня была занята польскими войсками, после подписания рижского мира — в составе Белорусской ССР.
В 1926 году в Чурилах 30 хозяйств и 141 житель Во время коллективизации был организован колхоз. В деревне работала мастерская. В Великую Отечественную войну, 28 июня 1941 года деревню захватили немецко-фашистские оккупанты, была освобождена советскими войсками 6 июля 1944 года. На фронтах погибли 14 жителей деревни.
В послевоенные годы деревня входила в состав колхоза «Красное Знамя». В 1991 году в деревне 52 хозяйства, 145 жителя. Деревня входит в состав сельскохозяйственного предприятия «Крион-Агро». 30 октября 2009 года поселок передан из ликвидированного Негорельского поселкового совета в Негорельский сельсовет.

## Население
| 26   | ↗ 102 | ↗ 116 | ↗ 153 | ↘ 141 | ↗ 201 | ↘ 145 |
| 2010 | 2017  | 2018  | 2020  | 2022  |       |       |
| ↘ 55 | → 55  | ↗ 60  | ↗ 66  | ↘ 65  |       |       |